# Harriet Morison

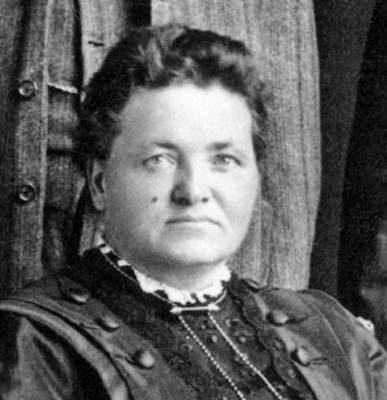
Harriet Russell Morison, 1911

Harriet Morison (* Juni 1862 in Magherafelt, Irland; † 19. August 1925 in New Lynn, Neuseeland) war eine neuseeländische Schneiderin, Gewerkschafterin und Frauenrechtlerin. Sie war an der Gründung der Schneiderinnengewerkschaft als erster Frauengewerkschaft und an dem Aufbau von Gewerkschaften für neuseeländische Arbeitnehmerinnen beteiligt. Sie setzte sich für höhere Löhne und bessere Bedingungen für Schneiderinnen und auch für die Vertretung anderer Gruppen weiblicher Arbeitnehmer ein.

## Leben und Werk

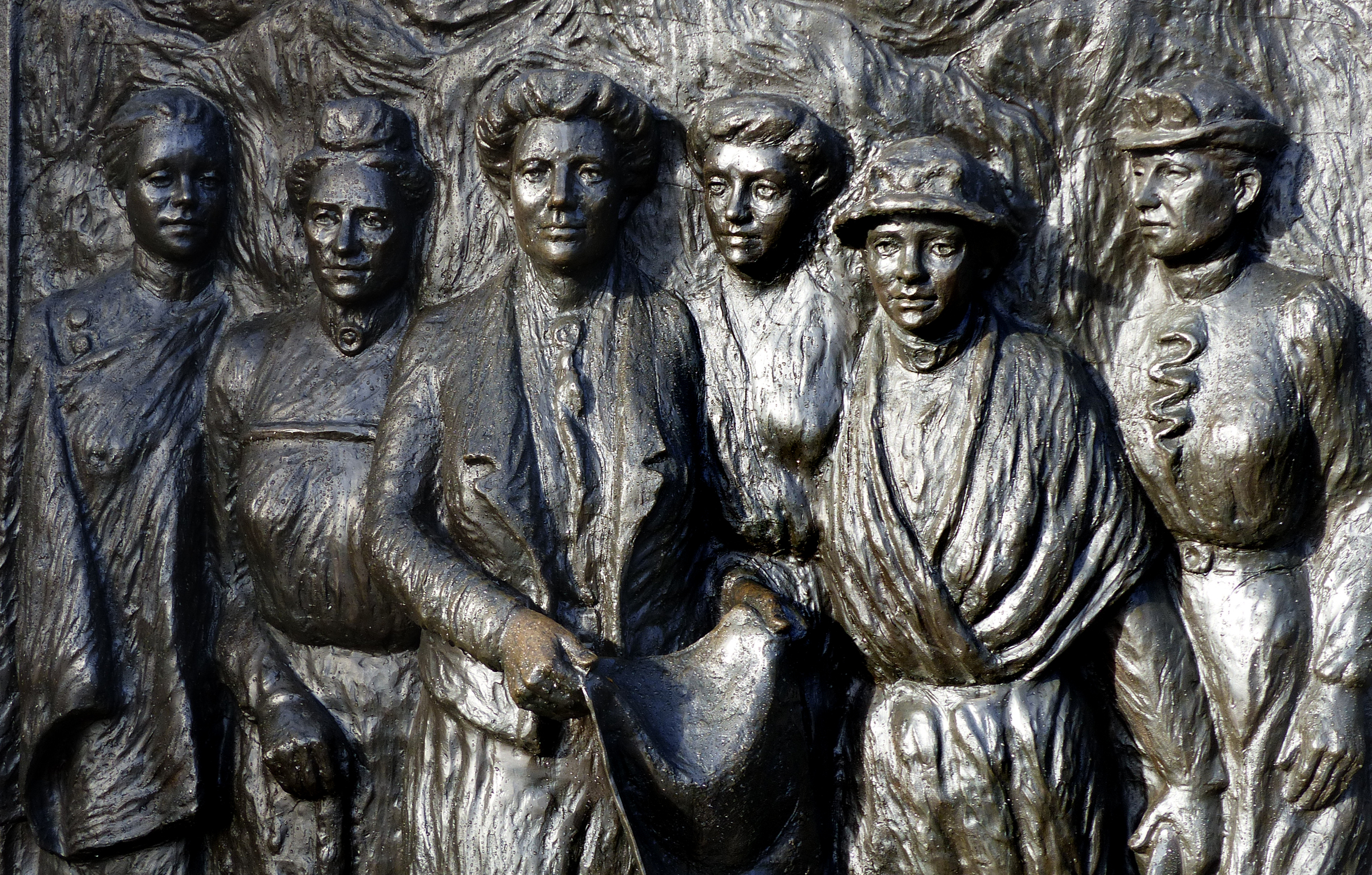
Das Denkmal, ein Werk der Bildhauerin Margriet Windhausen, besteht aus einem 3,3 × 2,1 m großen Flachrelief aus Bronze, das von einer 5 m hohen Kieselsteinmauer getragen wird. Das Denkmal steht in einem Landschaftsgebiet neben dem Avon River auf der Oxford Terrace, das als Kate Sheppard National Memorial Reserve bekannt ist. Es ist das einzige nationale Denkmal in Christchurch und das einzige neuseeländische Denkmal, das den Kampf für das Frauenwahlrecht darstellt. Die Mitteltafel zeigt lebensgroße Figuren von Kate Sheppard und anderen Anführerinnen der Wahlrechtsbewegung. Kleinere Tafeln zeigen Frauen der damaligen Zeit in typischen Alltagssituationen. Bronzetafeln dokumentieren die geschriebene Geschichte von Kate Sheppard und der Wahlrechtsbewegung. Eine in der Wand eingeschlossene Zeitkapsel enthält eine Aufzeichnung der Spender und für das Leben der Frauen im Jahr 1993 relevantes Material. Die sechs Frauen sind Kate Sheppard, Meri Te Tai Mangakāhia, Amey Daldy, Ada Wells, Harriet Morison und Helen Nicol.

Morison war die Tochter von Margaret Clark und deren Ehemann, dem Schneidermeister James Morison. Sie reiste 1874 mit ihrer Familie nach Neuseeland und wurde von ihrem Vater zur Schneiderin ausgebildet. Sie engagierte sich ihr Leben lang für die Belange berufstätiger Frauen.

### Tailoresses’ Union of New Zealand
In Dunedin wurde Morison 1889 die erste Vizepräsidentin der Tailoresses’ Union of New Zealand. Die Dunedin Tailoresses’ Union (DTU) wurde 1889 von Gewerkschaftsführern gegründet, die sich Sorgen um die Arbeitsbedingungen und die Bezahlung berufstätiger Frauen machten. Die Gewerkschaft war die erste Organisation, die Arbeitnehmerinnen in Neuseeland wirksam vertrat. Nachdem John A. Millar 1890 als Sekretär zurückgetreten war, übernahm Morison diese Position, da sie bereits in den vorangegangenen sechs Monaten die Aufgaben der Sekretärin wahrgenommen hatte.
In den nächsten sechs Jahren war sie sehr aktiv innerhalb der Schneiderinnengewerkschaft. Dank ihres Engagements erhöhte die Gewerkschaft die Löhne und etablierte Branchenstandards für Schneiderinnen in ganz Otago. Morison unterstützte auch Arbeiterinnen in anderen Provinzen. Im Jahr 1892 verbrachte sie sieben Monate in Auckland, um die Schneiderinnen im Norden zu organisieren. Für Morison war es wichtig, Kontakte zu Schneiderinnen in ganz Neuseeland zu pflegen, und sie plädierte stets für Mäßigung und Zusammenarbeit mit den Arbeitgebern bei allen Gewerkschaftsaktivitäten.
Im Jahr 1890 leitete Morison den Versuch, in Dunedin einen Hausangestelltenverband zu gründen, um gut ausgebildete Bedienstete zur Verfügung zu stellen und den sozialen Status der Hausangestellten zu erhöhen. Sie hatte das Gefühl, dass Frauen ohne Ausbildung und Fähigkeiten ihre Stellung in der Gesellschaft niemals verbessern würden.
Obwohl Morison vor allem als Gewerkschafterin bekannt war, war sie auch in vielen anderen Bereichen aktiv. Sie leitete einen erfolglosen Versuch, ein Genesungsheim für Bekleidungsarbeiter in Dunedin einzurichten, und saß in einem örtlichen Komitee, das Krankenwagenkurse für Frauen leitete. Sie redigierte 1891 die „Working Woman’s Corner“ in der Zeitung Globe.
14 Jahre lang war sie offizielle Besucherin im Seacliff Lunatic Asylum nördlich von Dunedin. Sie war Laienpredigerin für die Bible Christian Church und war eine Zeit lang Vorsitzende des Unitarian Church Committee.

### Women’s Franchise League (WFL) und Einsatz für das Frauenwahlrecht in Neuseeland

Dieses Bild ist die erste Seite der erfolgreichen Petition zum Frauenwahlrecht aus dem Jahr 1893, die von Mary J. Carpenter und 25.519 anderen unterzeichnet wurde. Sie wurde am 28. Juli 1893 dem neuseeländischen Parlament vorgelegt und führte am 19. September 1893 zur Unterzeichnung eines neuen Wahlgesetzes. Von den vielen Petitionen sind heute nur noch zwei übrig; die weniger bekannte Petition von 1892 und die erfolgreiche Petition von 1893. Beide befinden sich in den Sammlungen des Archives von Neuseeland. Die internationale Bedeutung der Petition zum Frauenwahlrecht von 1893 wurde durch ihre Aufnahme in das UNESCO-Dokumentendokumentenerbe „Memory of the World“ anerkannt.

Morisons Argumente für ihre Forderung nach einem Frauenwahlrecht waren die Notwendigkeit, dass Frauen eine Stimme in der Regierung brauchten, um die Armut und Gewalt zu bekämpfen, unter der viele Familien durch Alkoholmissbrauch litten, und die Ungerechtigkeit, die Hälfte der erwachsenen Bevölkerung zu ignorieren. 1892 gründete Morison mit Marion Hatton und Helen Nicol die erste Women’s Franchise League in Neuseeland mit Anna Stouts als Präsidentin. Diese Organisation und die Women’s Christian Temperance Union New Zealand (WCTU NZ) setzten sich für das Wahlrecht für Frauen ein, und Morison half dabei, viele berufstätige Frauen für die Sache zu gewinnen, indem sie Unterschriften für die Wahlrechtspetitionen sammelte.
Morison war auch eine Teilnehmerin an einer öffentlichen Kampagne, die dazu beitrug, zu verhindern, dass der Frauenwahlrechtsgegner Henry Fish, Mitglied des Repräsentantenhauses, die Bürgermeisterwahl 1892 in Dunedin gewann.

### Erste Fabrikinspektorin
1896 beschuldigten Mitglieder des Gewerkschaftsvorstands Morison, wahrscheinlich zu Unrecht, der Veruntreuung von Geldern und entließen sie als Sekretärin. Sie wurde nie offiziell angeklagt und die Angelegenheit endete mit ihrem Austritt aus der Gewerkschaft.
Sie setzte sich jedoch weiterhin für berufstätige Frauen ein. Im Jahr 1906 wurde sie als erste neuseeländische Frau Fabrikinspektorin für das Arbeitsministerium auf der Südinsel. Im Mai 1908 wurde ihr die Leitung einer neu eröffneten Frauenfiliale in Auckland übertragen, bei der es sich im Wesentlichen um ein Arbeitsbüro für Hausangestellte handelte.
Morison schied 1921 aus dem öffentlichen Dienst aus, als das Arbeitsministerium die Frauenabteilungen schloss und sie und drei andere Frauen entlassen hatte.
Morison starb am 19. August 1925 in ihrem Haus in New Lynn.

## Ehrungen
- Morison ist eine von sechs Persönlichkeiten, die im Kate Sheppard National Memorial in Christchurch geehrt werden, das 1993 zum 100. Jahrestag des Wahlrechts in Neuseeland enthüllt wurde.[8]
- Im März 2023 stand Morison auf der Vorschlagsliste für neun Namen für das Straßenbenennungsregister in Dunedin.[9][10]